# Castelluccio Valmaggiore
Castelluccio Valmaggiore är en ort och kommun i provinsen Foggia i regionen Apulien i Italien. Kommunen hade 1 276 invånare (2017).